# 沙尔得兰布拉克湖
沙尔得兰布拉克湖，位于中华人民共和国新疆维吾尔自治区吐鲁番市鄯善县西南部库姆塔格沙漠南缘帕尔冈塔格北缘间洼地内，湖区周边干旱少雨，但断块山地裂隙水发育，夏季短历时暴雨补给了当地地下水，在湖盆区形成泉水补给。现今因气候变化，水源补给不断减少，已演变为一片盐漠。《中国湖泊志》记载本湖水位1001米，长15千米，最大宽7千米，平均宽4.33千米，面积65平方千米。